# Henriette von Meerheimb
Henriette von Meerheimb, Mädchen- und Autorenname von Margarethe Henriette Marie Gräfin von Bünau, geb. von Meerheimb (* 28. Juli 1859 in Schmagerow, heute Ortsteil von Ramin; † 30. Januar 1920 in Weimar) war eine deutsche Schriftstellerin.

## Leben

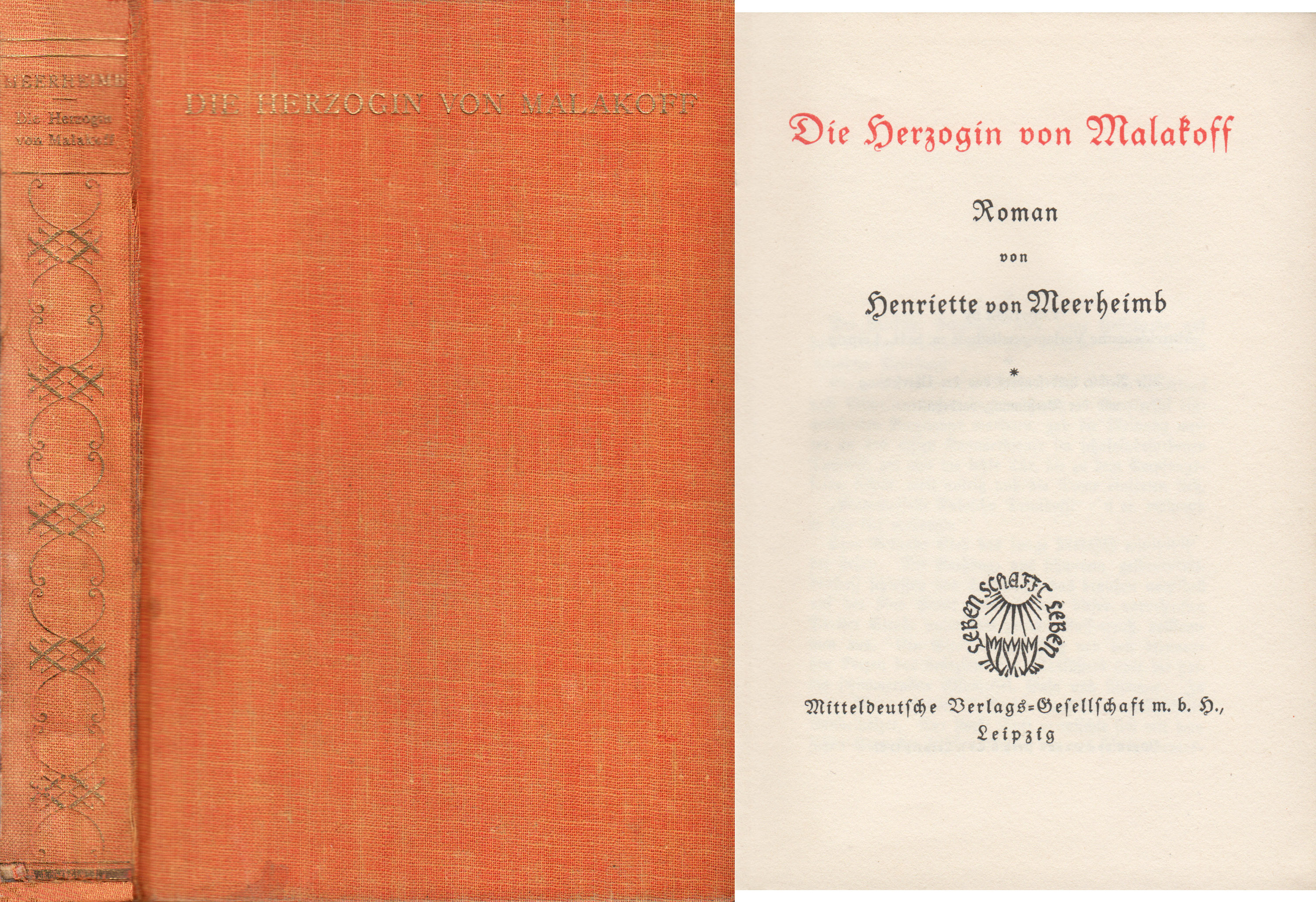
Die Herzogin von Malakoff von Henriette von Meerheimb

Henriette von Meerheimb stammte aus dem mecklenburgischen Adelsgeschlecht von Meerheimb und war die dritte von vier Töchtern von Ferdinand von Meerheimb und Brunhilde, geb. von Ramin aus dem Haus Schmagerow.
Verheiratet war sie zunächst ab 1881 mit Max Freiherr Treusch von Buttlar-Brandenfels, von dem sie jedoch schon bald geschieden wurde. Am 17. März 1890 heiratete sie in Berlin den Major Rudolf Graf von Bünau (* 1852), später Kommandeur in Bückeburg.
Sie schrieb vor allem historische Romane, aber auch Novellen und Erzählungen. 1914 veröffentlichte sie Briefe ihres Vaters als Briefe eines preußischen Offiziers aus dem Jahre 1848.

## Werke
- Kapituliert. Dresden: Pierson [1905]
- Der Medderkoog. Dresden: Seifert 1913
- Das Familienkreuz. Berlin: Hillger, [1913]
- Die Kinder der Frau von Wuthenow. Berlin: Hillger, [1914]
- Herrenrecht. Dresden: Seyfert 1915
- Drei Geschwister. Stuttgart: Union, [1915] 2. Aufl.
- Die da frei sind. Berlin: Goldschmidt 1915
- Schloss Siebeneichen. Berlin: Goldschmidt [um 1916]
- Ich gab mein Leben. Dresden: Seyfert 1916
- Dienst der Frauen und Frauendienstpflicht. Gütersloh: C. Bertelsmann 1917
- Die Toten siegen. Braunschweig: Westermann 1917, 11.–16. Tsd.
- Stiefkinder. Berlin: Goldschmidt 1919
- Ich habs gewagt. Hamburg: Alster-Verlag [1919]
- Gräfin Sibylles Heirat. Stuttgart: Union [1919], 3. Aufl.
- Das Recht des Kindes. Leipzig: Vogel & Vogel [1919]
- Das Recht der Frau. Leipzig-Reudn.: [Leipziger Graph. Werke A. G.] 1920
- Alles oder nichts. Leipzig: Stern-Bücher-Verlag [1920]
- Kinoschauspielerin wider Willen. Leipzig: Sternbücher Verlag [1921]
- Die Herzogin von Malakoff. Leipzig: Sternbücher Verlag [1921]
- Die Flucht des Grafen Lavalette. Leipzig: Stern Bücher Verlag [1921]
- Caroline. Leipzig Reitzenhainer Str. 135: Walter Richter 1921, 1.–5. Tsd.
- Witwenfrühling. Braunschweig: G. Westermann 1922
- Die Brüder des Königs Friedrichs des Großen. Leipzig: Walter Richter 1924
- Die verlorene Krone. Dresden: M. Seyfert [1925]
- Fridericus Rex und seine Brüder. Leipzig: W. Richter, 1928